# Levensverwachting

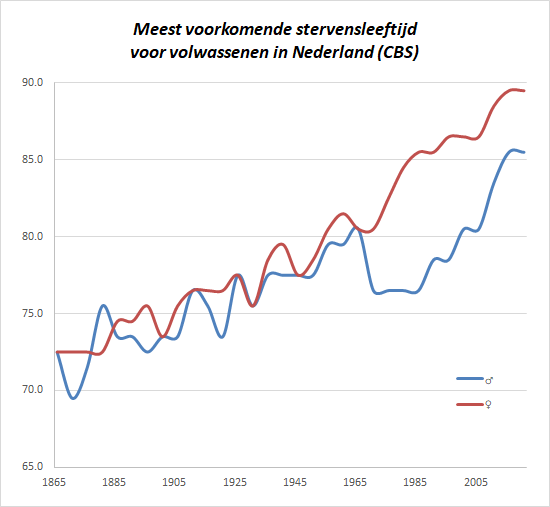

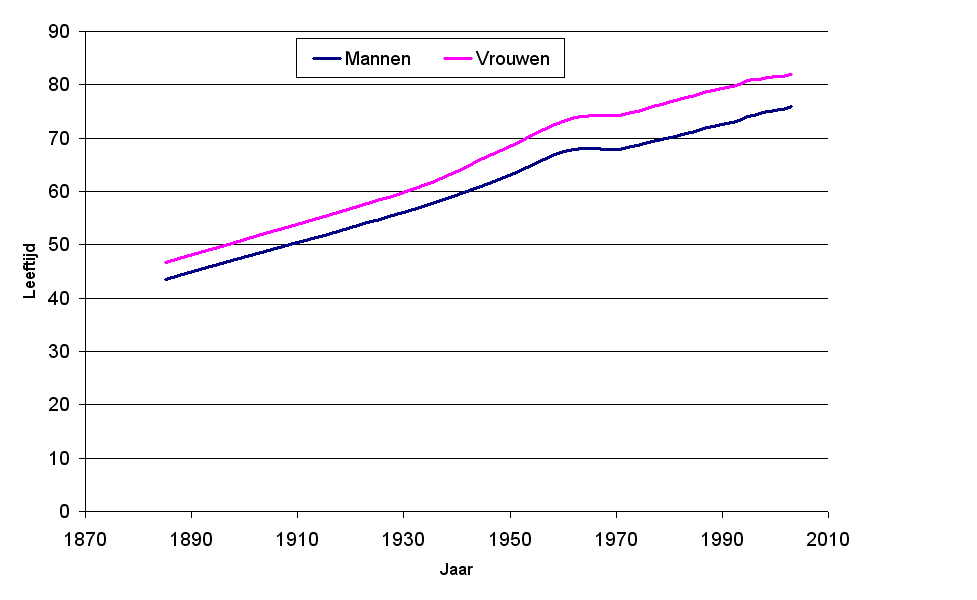
Groei van de gemiddelde levensduur in België in de periode 1885 tot 2004, bron: FOD Economie - Algemene Directie Statistiek - Statistics Belgium, Dienst Demografie

In de demografie is de levensverwachting een statistisch begrip dat voor een bepaalde groep individuen de verwachte (meestal aangeduid als gemiddelde) resterende levensduur van een individu in die groep aangeeft. De groep bestaat bijvoorbeeld uit alle mensen van een bepaalde leeftijd, of apart naar geslacht.
Voor de berekening kan men gebruikmaken van in een recente periode gerealiseerde sterftecijfers naar leeftijd en eventueel geslacht (periodelevensverwachting), maar ook van prognoses voor toekomstige jaren (cohortlevensverwachting).

## Berekening
Voor bijvoorbeeld een man die in 2019 65 jaar wordt, kan de kans dat hij op 65-jarige leeftijd overlijdt, benaderd worden door het deel van de 65-jarige mannen die overleden in het meest recente jaar, bijvoorbeeld 2018, waarvoor statistieken beschikbaar zijn. De kans dat hij op 66-jarige leeftijd overlijdt, kan benaderd worden door het deel van de 66-jarige mannen die overleden in 2018, enzovoort. Een mogelijke verfijning is dat men ook kijkt naar de veranderingen in het verleden van bijvoorbeeld het deel van de 66-jarige mannen die overleden in elk jaar, en de trend extrapoleert naar, in dit voorbeeld, het jaar 2020. Uit de kans voor elk toekomstig levensjaar om in dat levensjaar te overlijden kan de resterende levensverwachting worden berekend. Deze is (in jaren) op de 65e verjaardag bijvoorbeeld ongeveer gelijk aan de helft van de kans dat men in het dan beginnende levensjaar overlijdt (omdat men in dat geval gemiddeld nog ongeveer een half jaar leeft), plus de kans voor iemand die net 65 jaar is geworden om de 66e verjaardag te beleven, vermenigvuldigd met 1 meer dan de resterende levensverwachting op de 66e verjaardag. Voorbeeld op basis van de Nederlandse statistieken voor mannen voor 2018: 0,01086/2 + 0,98914*(18,21+1) = 19,01. Of anders gerangschikt: 0,5 + 0,98914*(0,5+18,21) = 19,01. De tweede 0,5 is de aanvulling van de eerste 0,5 als het overlijden niet in het eerste jaar is; die komt bij de resterende levensverwachting na het eerste jaar.
Zo terugrekenend van een resterende levensverwachting van bijvoorbeeld 0 of 0,5 jaar op de 120e verjaardag( kan men de resterende levensverwachting op elke verjaardag bepalen.
Een andere manier om de resterende levensverwachting bij het bereiken van een bepaalde leeftijd in een bepaald jaar te bepalen is te beginnen met de 0,5 jaar die men sowieso bij benadering gemiddeld in het eerste jaar leeft, en dan voor ieder jaar dat men na het beginmoment eventueel nog leeft, een fractie van een jaar gelijk aan de a priori kans daarop hierbij te tellen, en er daarbij bijvoorbeeld van uitgaan dat men maximaal 120 jaar wordt.

## Levensverwachting vanaf de geboorte
Wordt er geen nadere specificatie gegeven, dan is meestal de levensverwachting vanaf de geboorte bedoeld. Voor niet-menselijke organismen wordt veelal de term levensduur gebruikt om de verwachte (gemiddelde) lengte van het leven van een bepaalde soort aan te geven.
Om de levensverwachting bij geboorte in een bepaald jaar te berekenen gebruikt men vaak de sterftecijfers van dat jaar. Men neemt dan aan dat de kans om op een bepaalde leeftijd te overlijden daarna constant blijft.
De levensverwachting bij geboorte is erg gevoelig voor het sterftepercentage in het eerste levensjaar (zuigelingssterftecijfer) of de eerste levensjaren. In deze gevallen kan een andere maatstaf zoals de levensverwachting op de leeftijd van 10 jaar worden gebruikt om de gevolgen van zuigelingssterfte uit te sluiten en de gevolgen van andere doodsoorzaken te openbaren. Niettemin wordt gewoonlijk de levensverwachting bij geboorte gespecificeerd.

## Levensverwachting door de jaren heen
De levensverwachting is in de loop van de laatste eeuwen van menselijke geschiedenis drastisch gestegen. Deze verbetering is grotendeels het resultaat van verbeterde hygiëne (riolering en schoon drinkwater), beschikbaarheid van goed voedsel, levensomstandigheden (verwarming), vrede en geneeskunde. Bij dat laatste speelde met name de uitvinding van vaccins en antibiotica een grote rol. De grootste verbeteringen zijn bereikt in de rijkste delen van de wereld, maar dezelfde gevolgen spreiden zich nu uit in andere delen van de wereld, aangezien hun economieën en infrastructuur verbeteren.
Van de toename van de levensverwachting in de Organisatie voor Economische Samenwerking en Ontwikkeling-landen zijn statistieken bekend vanaf 1870. Die wijzen uit dat daar de levensverwachting gedurende de periode 1870-1940 met een exponentiële versnelling is toegenomen van ongeveer 40 tot 70 jaar. Was de levensverwachting bij geboorte in de Verenigde Staten in 1901 49 jaar, aan het eind van de eeuw was het 77 jaar. Dergelijke stijgingen zijn ook in andere delen van de wereld opgetreden. De levensverwachting in India en de Volksrepubliek China was rond de 40 jaar in het midden van de twintigste eeuw. Rond de eeuwwisseling was dit toegenomen tot rond de 63 jaar. Deze stijgingen waren grotendeels toe te schrijven aan de uitroeiing en de beheersing van talrijke besmettelijke ziekten en aan vooruitgang in landbouwtechnologie (zoals chemische meststoffen). In Afrika is de ontwikkeling het meest achtergebleven. Daar was de gemiddelde levensverwachting in 1990 met 53 jaar het laagst en in Oeganda was dit slechts 42 jaar.
De belangrijkste uitzondering op dit algemene patroon van verbetering is in die landen geweest die het meest door aids zijn getroffen, hoofdzakelijk in zuidelijk Afrika. Daar zijn significante dalingen van de levensverwachting toe te schrijven aan de ziekten die de laatste jaren hun intrede hebben gedaan. Een andere uitzondering is Rusland en andere vroegere republieken van de USSR na de instorting van de Sovjet-Unie. Verwachting van het leven van mannen daalde naar 59,9 jaar (onder de officiële pensioenleeftijd), van vrouwen naar 72,43 jaar (1999).
Hoewel de levensverwachting op de lange termijn toeneemt is er ook sprake van jaarlijkse schommelingen. Zo nam de levensverwachting in 2015 in Nederland af met 0,3 jaar en in België met 0,2 jaar.
De hele menselijke geschiedenis door was het grootste deel van de verhoging van de levensverwachting het gevolg van het verhinderen van vroege sterfgevallen. Nochtans geloven vele wetenschappers niet dat dit in de toekomst zal blijven doorgaan. Sommige wetenschappers geloven dat de verdere vooruitgang in de medische wetenschap de levensverwachting nog verder kan verhogen.

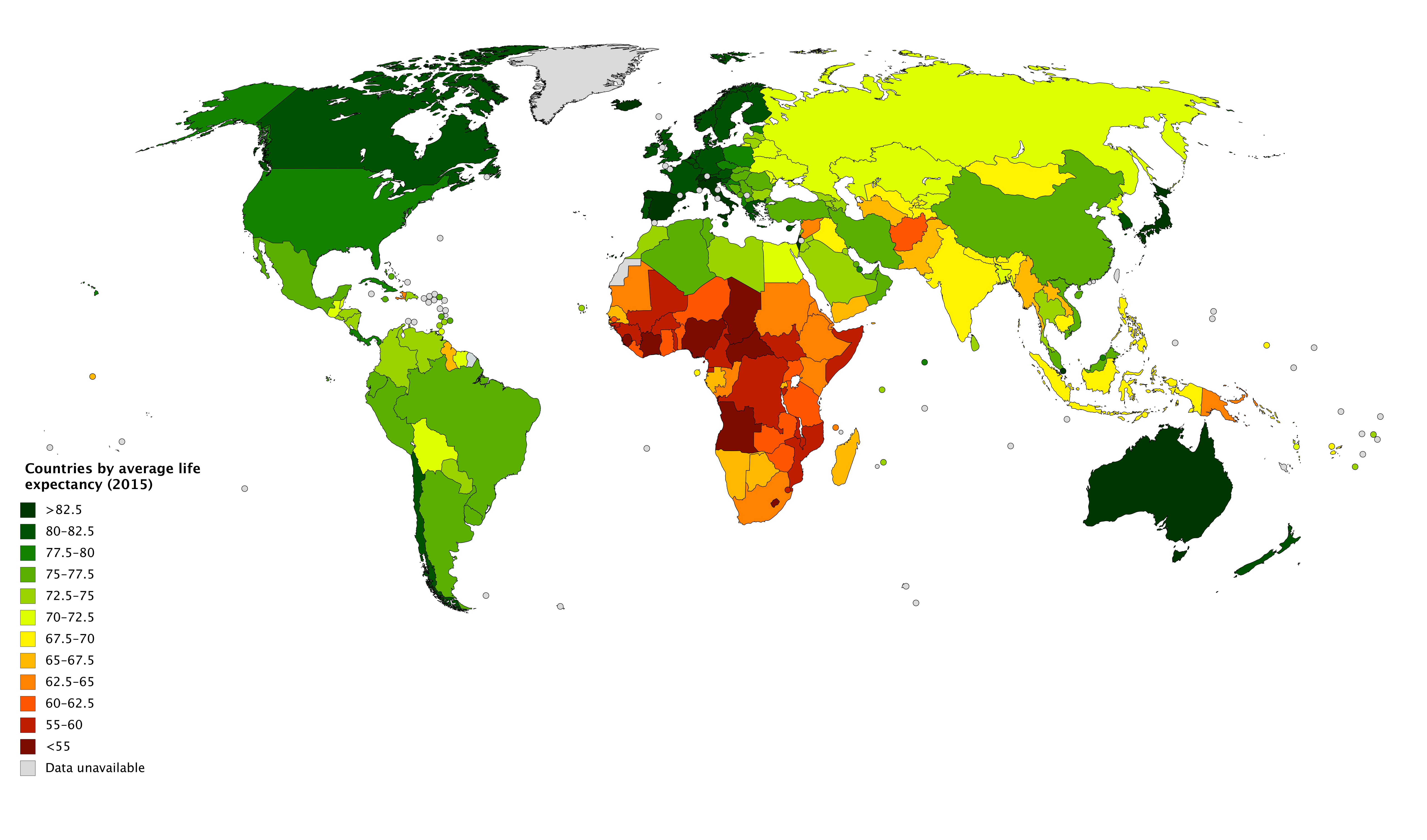
Levensverwachting wereldwijd (2015)

## Levensverwachting wereldwijd
De levensverwachting is wereldwijd tussen 2000 en 2015 met gemiddeld 5 jaar gestegen, de snelste toename sinds de jaren 1960. De levensverwachting neemt echter niet altijd toe. Gedurende de jaren 1990 nam de levensverwachting in bepaalde delen van de wereld af, bijvoorbeeld in Afrika door de Aids epidemie aldaar en in veel voormalige Sovjet-landen (met name Rusland) door het ineenstorten van de Sovjet-Unie. De toename van de levensverwachting tussen 2000 en 2015 was het grootst in Afrika. In 2015 is de levensverwachting van vrouwen in Japan het hoogste, namelijk 86,8 jaar. In Zwitserland is de levensverwachting voor mannen het hoogste met 81,3 jaar. In Sierra Leone is de levensverwachting zowel voor mannen als voor vrouwen het laagste van de hele wereld, namelijk 50,8 voor vrouwen en 49,3 voor mannen.

## Factoren die een rol spelen bij de levensverwachting

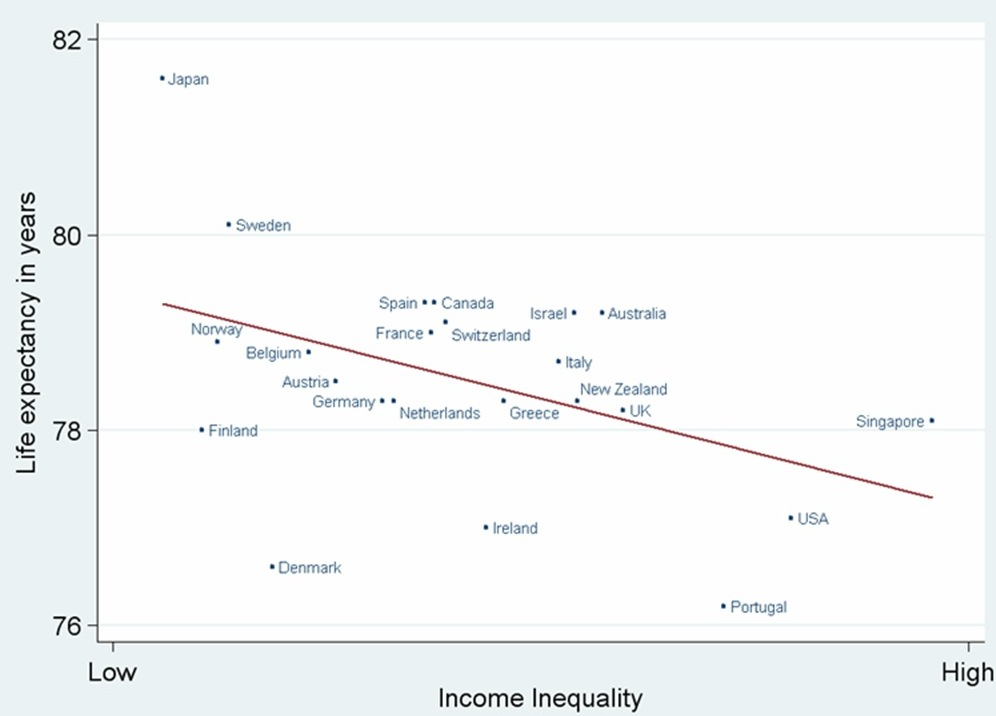
Binnen rijke landen is de levensverwachting hoger bij landen met een lagere economische ongelijkheid

De wereldwijde verschillen in levensverwachting worden meestal door verschillen in volksgezondheid, geneeskunde en voeding veroorzaakt. Gemiddeld blijken levensverwachting en vruchtbaarheid (aantal kinderen per vrouw) negatief geassocieerd: hoe langer de levensverwachting, hoe minder kinderen. Een vergelijking van alle landen en regio's laat zien dat vooral de toegenomen welvaart en de verlengde levensverwachting (en niet de cultuur of religie) verband houdt met de afgenomen vruchtbaarheid.
Er zijn ook verschillen tussen groepen binnen hetzelfde land. In de Verenigde Staten waren er in het begin van de 20e eeuw zeer grote verschillen in de levensverwachting tussen mensen van verschillende rassen. Tegenwoordig zijn deze verschillen kleiner. Er zijn significante verschillen in de levensverwachting tussen mannen en vrouwen in de ontwikkelde landen. Vrouwen worden meestal ouder. Deze verschillen tussen de geslachten zijn de laatste jaren kleiner geworden, doordat de levensverwachting van mannen wat sneller stijgt dan die van vrouwen.
Grote verschillen in levensverwachting zijn niet enkel op nationaal of regionaal niveau te vinden. Zelfs binnen dezelfde stad kan de levensverwachting van inwoners van verschillende wijken jaren uiteen liggen. Zo sterven mannen in de Tarwewijk in Rotterdam gemiddeld 7 jaar eerder dan mannen in de wijk Nesselande.
De schadelijke gevolgen van gewoonten zoals tabak roken en andere verslavingen zorgen ook voor een significant verschil in levensverwachting. Roken is de belangrijkste oorzaak dat in Europa de gemiddelde levensverwachting van mannen lager ligt dan die van vrouwen. Roken zorgt voor een verhoogde opname van cadmium en maakt veel kapot in het lichaam.
Een ander belangrijk verband met de levensverwachting is er met het beroep. Mensen in beroepen waarvoor een hogere opleiding nodig is, hebben een hogere levensverwachting. Een deel is toe te schrijven aan de arbeidsomstandigheden. Het werken met asbest en in mijnen zorgt voor een lagere levensverwachting. In de ontwikkelde landen neemt door de verbeterde veiligheidsmaatregelen op het werk dit aandeel af. Een ander deel is toe te schrijven aan een verband tussen de keuze van het beroep en de keuze van de levensstijl. Erfelijke aanleg speelt een kleinere rol.
De laatste jaren zijn de zwaarlijvigheid-gecorreleerde ziekten een belangrijke volksgezondheidskwestie in vele landen geworden. De toename van zwaarlijvigheid wordt verondersteld een potentieel gezondheidsrisico te zijn door de stijgende risico's van kanker, hartkwalen en diabetes type 2.

### Levensverwachting en gender
De levensverwachting wordt ook bepaald door het gender van de persoon. Met gender wordt niet alleen de sekse bedoeld, het feit of iemand vrouw of man is, maar ook de verschillen tussen de sociale en maatschappelijke omgeving van mannen en vrouwen. De levensverwachting van de vrouwelijke sekse is over het algemeen hoger dan die van de mannelijke sekse. Daarnaast kunnen er gendereffecten zijn op de levensverwachting, die veroorzaakt worden door meersterfte, het aantal extra sterfgevallen dat door sociale en maatschappelijke verschijnselen wordt veroorzaakt. In landen waar meisjes als een "verliespost" gezien worden, bijvoorbeeld omdat een grote bruidsschat nodig is, en omdat ze daarna niet meer terugkeren in het gezin van hun ouders, worden de meisjes al dan niet onwillekeurig door de ouders minder goed verzorgd. Dit kan leiden tot hogere sterften. In Nederland van de 19e eeuw kregen jongens, die bijdroegen aan het zware werk op een boerderij, meer of beter voedsel dan de meisjes, die minder bijdroegen. Dit droeg bij aan meersterfte van meisjes. In de stedelijke omgeving van die tijd was er echter juist een meersterfte onder mannen, die onder uitputting leden door het harde werk in fabrieken.

## Maximale levensverwachting
Met een betere gezondheidszorg, waardoor meer ziekten te genezen zijn, sterven de meeste mensen op een latere leeftijd. De verwachting is dat de groei in de gemiddelde sterfleeftijd gaat afvlakken (wie niet aan een oorzaak sterft die nu te genezen is, sterft aan iets anders). Diverse studies hebben aangetoond dat een menselijk lichaam `ouder` wordt en minder weerstand en herstelmogelijkheden heeft. Met de allerbeste genen en gunstigste leefomstandigheden is de maximale haalbare leeftijd ongeveer 120 jaar. De langst levende persoon, waarvan betrouwbare documentatie bestaat, is Jeanne-Louise Calment die 122 jaar en 164 dagen heeft geleefd.

## Levensverwachting en pensioen in Nederland
In veel westerse landen staat de pensioenleeftijd van 65 jaar ter discussie. De gemiddelde leeftijd wordt steeds hoger wat een latere pensioenleeftijd zou rechtvaardigen. Probleem hier is echter dat men de levensverwachting rekende vanaf de geboorte ('gewone' levensverwachting), en niet vanaf de pensioengerechtigde leeftijd: de resterende levensverwachting. De levensverwachting stijgt, maar de resterende levensverwachting steeg aanvankelijk nog niet. Dit kwam bijvoorbeeld door het afnemen van de zuigelingensterfte. Zolang de sterfteleeftijd van een groep stijgt, terwijl die mensen nog steeds voor de pensioenleeftijd overlijden, is er geen argument voor verhogen van de pensioenleeftijd. In Nederland steeg de laatste 50 jaar van de vorige eeuw de levensverwachting, maar de resterende levensverwachting op 65 steeg, zeker voor mannen, niet significant. In 1960 bedroeg de levensverwachting van 65-jarige mannen nog 13,9 jaar, tegenover 15,4 jaar in 2006. Na het jaar 2000 is echter ook de resterende levensverwachting van 65+'ers sterk gestegen. Volgens berekeningen van het Centraal Bureau voor de Statistiek (CBS) uit 2011 zal 63% van de mannen de leeftijd van 80 jaar bereiken en voor vrouwen is dat 75%.
Hoewel de levensverwachting in Nederland is toegenomen, neemt de kans om te sterven voor mensen met hoge leeftijd (90 jaar en ouder) de laatste 20 jaar weer duidelijk toe; waar een dame van 98 jaar rond 1980 een kans had van ruim 71% om de 99-jarige leeftijd te bereiken, is die kans nu gedaald naar 66%. De toen oudste Nederlander Henny van Andel-Schipper stierf in 2005. De gemiddeld toegenomen levensverwachting valt toe te schrijven aan dalende kindersterfte en, de laatste periode vooral aan de dalende sterftekansen op middelbare leeftijd. Hierdoor zijn er toch beduidend meer mensen van pensioengerechtigde leeftijd, ondanks de voor deze groep toegenomen sterftekansen.
Op basis van CBS cijfers uit 2008, die toch voor Nederland een vrij sterke stijging van de waargenomen levensduur lieten zien (een stijging met 1,4 maanden per jaar, met vooral gunstige ontwikkelingen in de bestrijding van hart- en vaatziekten en de afgenomen sterfte op hoge leeftijden), heeft het Actuarieel Genootschap in december 2009 aangekondigd in 2010 met nieuwe overlevingstafels te komen. De Nederlandsche Bank, toezichthouder van de pensioenfondsen, liet direct weten dat per 31 december 2009 rekening moest worden gehouden met de nieuwe inzichten. Veel pensioenfondsen moesten op basis van de in 2010 gepubliceerde tafels hun voorzieningen nog verder verhogen.
Weer twee jaar later, in september 2012, bevestigde de nieuwe prognose van het Actuarieel Genootschap dat opnieuw vrouwen en mannen langer leven dan eerdere prognoses aangaven. De levensverwachting van mannen en vrouwen bij geboorte nam toe naar respectievelijk 79,5 jaar en 83,1 jaar. En (van belang voor de oudedagsvoorziening: effect ongeveer 1%) de resterende levensverwachting van 65-jarige mannen en vrouwen nam in 2012 toe naar respectievelijk 18,1 jaar en 21,1 jaar. Het verschil in levensverwachting van mannen en vrouwen was opnieuw kleiner geworden. Opgemerkt wordt dat niet zozeer de bovengrens van de uiteindelijk te bereiken leeftijd toenam, maar dat het deel van de mensen die een hoge leeftijd bereiken, stijgt. Kort gezegd: meer mensen worden oud.
Na 2016 heeft de levensverwachting voor 65-jarigen zich gestabiliseerd. In de coronajaren 2020 en 2021 daalde de levensverwachting. Onduidelijk is wat er daarna gebeurt. Het CBS gaat uit van een opverende levensverwachting richting 2027 na een dieptepunt in 2020.